# Echinotheridion cartum
Echinotheridion cartum là một loài nhện trong họ Theridiidae.
Loài này thuộc chi Echinotheridion. Echinotheridion cartum được Herbert Walter Levi miêu tả năm 1963.